# آزادراه ۱۷ (آلمان)
آزادراه ۱۷ (انگلیسی: Bundesautobahn 17) بزرگراهی در شرق آلمان است. طول این بزرگراه ۴۴٫۷۵ کیلومتر می‌باشد. این آزادراه درسدن در آلمان را به مرز جمهوری چک وصل می‌نماید. جهت این بزرگراه از درسدن به مرز جمهوری چک، محور شمال‌غربی-جنوب‌شرقی و شمال-جنوب و برعکس است.